# 瑞典语剧院

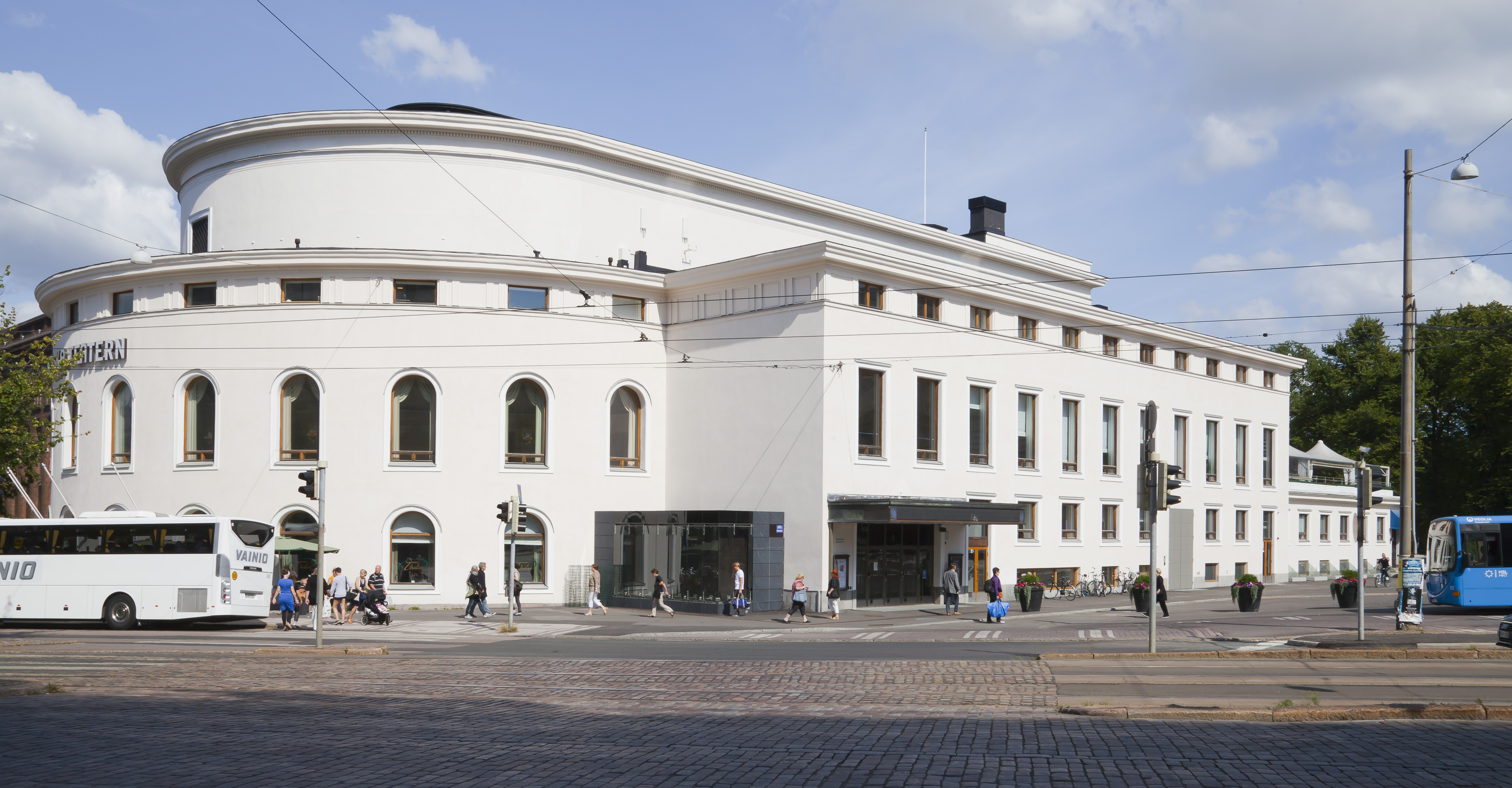
2012年8月时的瑞典语剧院

瑞典语剧院（瑞典語：Svenska Teatern）是位于芬兰赫尔辛基主要以瑞典语演出的剧院。剧院建筑位于赫尔辛基埃斯普拉纳迪公园的西边，南埃斯普拉纳迪街及北埃斯普拉纳迪街之间。
瑞典语剧院现时有两个剧场：大剧场（Stora scenen）及小剧场（Miniscenen）。大剧场的观众席可容纳500人，小剧场的观众席可容纳127人。剧院每年大约有十来场首演，剧院跟其他文化机构一起合作。剧院的固定职工大约有80人。

## 历史

### 第一间木制剧院
1825年秋季一家名为“赫尔辛福斯剧院公司”的股份公司发行新股，来筹资在赫尔辛基建造一座新的木制剧院建筑。新股认购了141股。每股计划中可得到10%的年股息。该股份公司是芬兰最早的股份公司之一。
赫尔辛基第一家剧院建筑在1827年建成使用。该建筑是一座小型的木头建筑，位于现今位置较东边的埃斯普拉纳迪公园中部。建筑师卡尔·卢德维格·恩格尔设计了该建筑。
在剧院建成后开始使用的初期，剧院没有自己固定的演员班底。但是在赫尔辛基当时有很多正在巡回演出的剧团。那些剧团多半是前往圣彼得堡或者从那里出发。在剧院还有建成之前，这些剧团通常在一些不起眼的场地进行演出。
当赫尔辛基有了真正的剧院之后，前往剧院观看演出成为了备受欢迎的娱乐项目。
剧院的财政也有盈余。在1828至1847年间公司的股息超过了股票的面值。

### 第二间砖石剧院

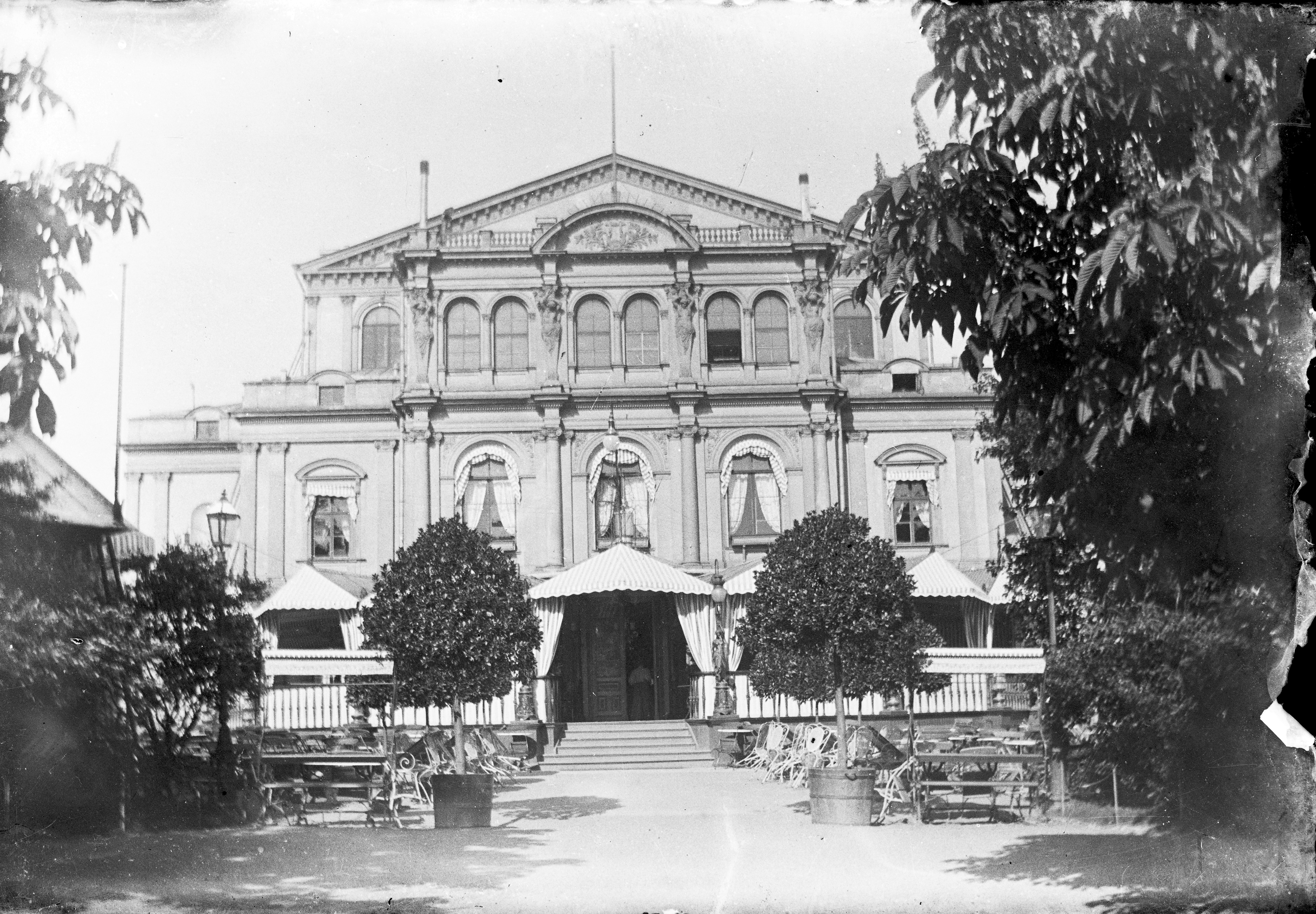
瑞典语剧院建筑里的餐馆，照片摄于1890至1910年间

恩格尔设计的剧院建筑不久就显得狭小了。在1840年代有些股东就开始倡议建造新的砖石剧院建筑。支持者开始用各种手段阻挠剧院公司的运作。为了保护剧院运作不受干扰，剧院公司在1846年制定了公司章程。但是砖石剧院建筑的支持者继续活动以便解散该股份公司。1852年芬兰本土歌剧《卡尔国王狩猎记》首演的巨大成功壮大了砖石剧院支持者的力量。1858年新的公司“新剧院公司”成立。两年后，新公司赎回了旧公司的大部分股票，于是旧公司就解体了。
1860年第二间剧院建筑在现今位置上建成使用。该建筑是砖石结构，在1860年11月28日正式揭幕使用。

### 瑞典语剧院
新的剧院建筑在几年后的一次大火中被烧毁。重建工作几乎立即就开始了，并在1866年揭幕使用。
直至1887年该剧院命名为“新剧院”（Nya Teatern）。当赫尔辛基在1872年成立了一家以芬兰语演出的剧院之后，该剧院便改名为“瑞典语剧院”。
1935年在埃罗·萨里宁和亚尔·埃克伦德的指导下瑞典语剧院开始扩建。这时，剧院的外观被全面改变了，而原建筑师在1860年代设计的沙龙厅和门厅以及建筑圆形部分得以保持原貌。
1900年代初期芬兰独立之前，剧院的艺术指导基本上是瑞典人，大部分演员也都是来自瑞典。1915年做出了官方决定，该剧院应该成为芬兰瑞典族观众的民族剧场。从此剧院慢慢地由芬兰瑞典族人来运作。为了培养更多的芬兰职业演员，1908年成立了瑞典语剧院演员学校。1979年芬兰戏剧学校改成赫尔辛基戏剧学院时，该学校也合并至其中。

### 重修

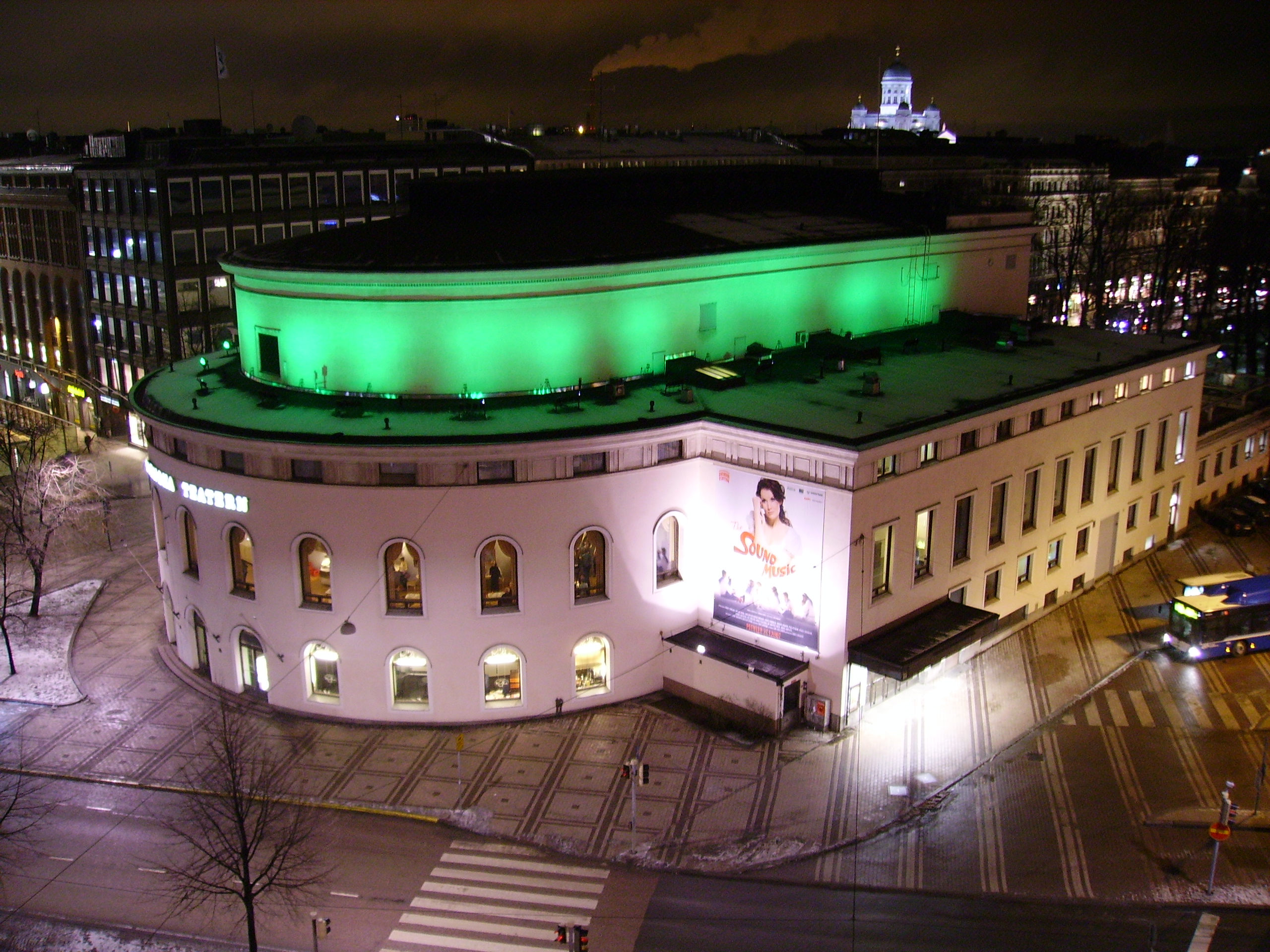
夜晚灯光下的瑞典语剧院

在2010至2012年间剧院得到了彻底的重修。除了承重结构之外剧院都得以翻新。剧院里新建了阿莫斯剧场，技术上是多功能的，并可以看到公园方向的景色。道具可以在整体上移到舞台上去，帷幕也可以自动开启。剧场可以旋转，其地板上有16个电梯。观众席上的座位也增多了，因为灯光装置从大厅里移走了。天花板的油画和装饰按原状重修，衣帽间也成倍增加了。整个重修的成本为五千万欧元。